# Wakanda (Marvel Comics)
Pour les articles homonymes, voir Wakanda.
Le Wakanda, en forme longue le royaume du Wakanda, est un pays fictif d'Afrique présent dans l'univers Marvel de la maison d'édition Marvel Comics. Créé par le scénariste Stan Lee et le dessinateur Jack Kirby, ce pays apparaît pour la première fois dans le comic book Fantastic Four #52 en juillet 1966.
Situé en Afrique subsaharienne, au nord de la Tanzanie et à l’est de l’Ouganda, ce petit royaume, longtemps caché aux autres nations du monde est notamment connu pour posséder un gisement naturel du métal de fiction le vibranium ainsi que pour son ex-dirigeant, le monarque et super-héros appelé la Panthère noire. Sa capitale est Birnin Zana, ses citoyens sont les Wakandais et Wakandaises et sa langue officielle et majoritaire est le wakandais. Le haoussa, le lingala, le yoruba et le xhosa sont aussi parlés.
Le Wakanda apparaît également au cinéma dans plusieurs adaptations, dont les films de l'univers cinématographique Marvel Captain America: Civil War (2016), Black Panther (2018) Avengers: Infinity War (2018), Avengers: Endgame (2019) et Black Panther: Wakanda Forever (2022). Le pays apparaîtra également dans la série Eyes of Wakanda, prévue pour le mois août 2025.

## Étymologie
Il existe plusieurs théories pour l'origine du nom Wakanda. Le nom peut être inspiré d'un dieu Sioux appelé Wakanda, Wakonda ou Waconda, ou Wakandas, une tribu africaine fictive du roman d'Edgar Rice Burroughs, The Man-Eater, écrit en 1915 mais publié à titre posthume en 1957, ou la tribu kényane Kamba, Akamba ou Wakamba,, ou le mot kanda (en), qui signifie « famille » en kikongo.

## Histoire fictionnelle

Localisation du Wakanda.

### Origines
Avant l'émergence de la nation wakandaise, la mythologie du pays parle des êtres mystiques connus sous le nom des « Originateurs », qui vivaient dans la région où se trouve aujourd'hui Wakanda.
Les Originateurs était composé de différentes races : Anansi (ressemblant à une araignée), Vanyan (ressemblant à un singe), Creeping Doom (insectoïde), Ibeji (humanoïdes à deux têtes) et les fils d'Olokun (créatures marines).
Les Originateurs expulsés de la région par les Orishas, le panthéon du Wakanda composé des dieux Thot, Ptah, Mujaji, Kokou et Bast la déesse panthère,.
La lignée royale du Wakanda débute avec Bashenga, supposé être le troisième prince du pays et la première Panthère noire (Black Panther), 10 000 ans avant T'Challa,.
Dans l'histoire lointaine du royaume, une immense météorite s’écrasa sur le futur Wakanda et provoqua la survenue d'une substance unique, qui deviendra plus tard le vibranium. Les Wakandais apprendront au fur et à mesure à utiliser ce métal pour forger leurs armes. Si le vibranium se révèle avoir de fortes propriétés mutagènes qui transformeront certaines hommes en monstres, il apporte au royaume prospérité économique et lui permet d'être à la pointe de la technologie, ne souffrant ni des affres de la colonisation ni du racisme.

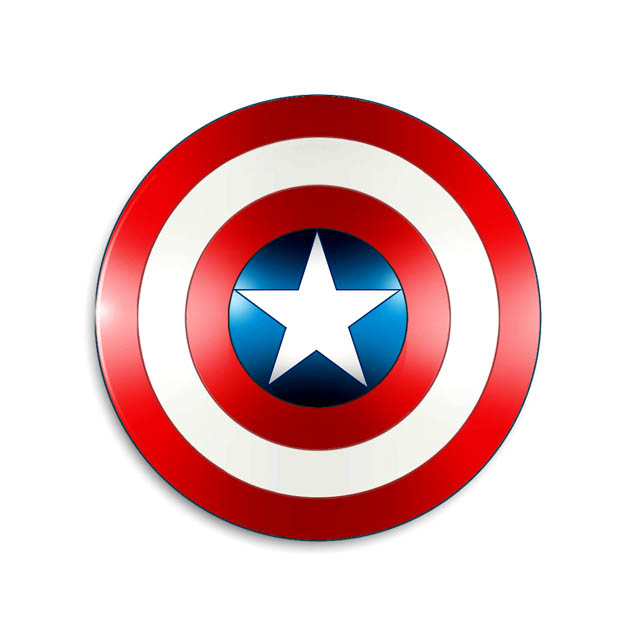
Le bouclier de Captain America (ère moderne) est composé en partie de vibranium du Wakanda.

Entouré de montagnes, les frontières du Wakanda ont été soigneusement surveillées au cours des deux derniers siècles, et toute tentative d’invasion a été repoussée. Jusqu’à ces dernières années, le pays était si isolé que la plupart des personnes sur Terre ignoraient son existence.
Lorsque des informations sur la présence de vibranium au Wakanda commencèrent à se répandre durant la Seconde Guerre mondiale, le roi T’Chaka passa un accord avec Captain America (Steve Rogers), lui fournissant un échantillon de vibranium — qui allait être utilisé peu de temps après par le métallurgiste américain Myron MacLain (en) pour former le bouclier rond du Captain.
Quelques années plus tard, T’Chaka commet l'erreur fatale de s’allier au criminel néerlandais Ulysses Klaw. Ce dernier l'assassine et asservit les Wakandais. Alors que Klaw pille les ressources en vibranium du pays, le jeune prince T’Challa regroupe des guerriers wakandais et le chasse du royaume. À l'âge adulte, T’Challa devient la nouvelle Panthère noire et ouvre son pays au monde extérieur, malgré l'opposition de certains Wakandais.
Le parlement du Wakanda est composé de dix-huit tribus différentes. T’Challa, pour maintenir la paix nationale, a longtemps maintenu la tradition des « Dora Milaje », en choisissant des femmes de chaque tribu comme concubines potentielles. Il épousera finalement une « étrangère », Ororo Munroe (alias Tornade des X-Men) qui devient alors la reine du Wakanda, ce qui provoquera des tensions dans le pays.

### Au niveau international
Le royaume du Wakanda est membre de l’Union africaine (anciennement Organisation de l'unité africaine), du Congrès panafricain sur le Traitement des Surhumains, de l’Organisation des Nations unies pour l'éducation, la science et la culture (UNESCO) et de l’Organisation mondiale de la santé (OMS) des Nations unies. Il est également allié à l’Afrique du Sud, Attilan, la République démocratique du Congo, la Dakénie, la France et la Terre sauvage.
Le pays a fortement soutenu ses alliés de manière technologique, notamment les équipes de super-héros les Quatre Fantastiques, les Vengeurs, les X-Men ou encore le SHIELD.
Même si le Wakanda n'a jamais été « officiellement » en guerre, le pays connaît des relations difficiles avec notamment Atlantis, l’Azanie, Canaan, le Canada, les États-Unis, Genosha, le Ghudaza, le Kenya, la Latvérie, la Lémurie des Déviants, le Mohannda, la Narobie, le Niganda ou encore la Rudyardie.
À l’étranger, les intentions du Wakanda sont souvent incomprises par les autres nations.

### Industrie
Le « Groupe de conception wakandais » est la plus importante firme technologique du Wakanda (notamment en conception et design), en ce qui concerne les relations avec l’extérieur. Le pays possède aussi une importante industrie dans le secteur aéronautique.
Outre le vibranium, le Wakanda possède comme ressource naturelle des gisements de charbon, de diamants et d'uranium.

### Force militaire et conflits
Le Wakanda possède sûrement une des plus puissantes armées au monde, des mesures ayant été prises pour en dissimuler sa véritable puissance militaire, pour ainsi éviter des réactions agressives de la part d'autres nations. Le pays possède des forces spécialisées comme la Garde de la Panthère (ou la « Meute des Panthères »), l'unité des « Hatut Zeraze » (ou « Chiens de Guerre ») qui formaient la police secrète du pays (« officiellement » dissoute) ou encore les « Dora Milaje », la garde personnelle du roi.
De nombreux pays et organisations ont toujours eu des vues sur le Wakanda, pour sa principale ressource : le vibranium. Le criminel Ulysses Klaw a ainsi monté de multiples tentatives d’invasion, tout comme l'AIM, les nazis, l’alchimiste Diablo (Esteban De Ablo), Moïse Magnum, le Maître de l'évolution ou encore la Roxxon Oil Company (en).
La force militaire du Wakanda est pleinement démontrée lors de l'invasion de la Terre par les Skrulls. Averti de l’infiltration des aliens, le roi T’Challa (la Panthère noire) élabore un plan de bataille qu’il met rapidement en action lorsque le Commandant Skrull, K’vvr, mène sa flotte contre le Wakanda. T’Challa et Tornade sont alors à la tête de l'armée wakandaise sur le champ de bataille. Ils parviennent à s’introduire à bord du vaisseau de K’vvr et le tuent, ainsi que ses principaux lieutenants, alors que les Wakandais détruisent les autres Skrulls. T’Challa fait ensuite renvoyer les vaisseaux extra-terrestres remplis des cadavres skrulls, comme un avertissement à tous ceux qui voudraient de nouveau conquérir le Wakanda.
Après une entrevue avec Namor, T’Challa est gravement blessé par le Docteur Fatalis. Sa sœur Shuri reprend alors le manteau de la Panthère noire pour sauver le Wakanda de la menace Morlun, alors que Tornade et Ramonda (belle-mère de T'Challa) s’occupent de soigner T’Challa. Avec l’aide du Dieu-Panthère, Morlun est finalement vaincu et T’Challa est sauvé.
Le Docteur Fatalis profite alors de ces évènements qui affaiblissent le Wakanda et monte un coup d’état. T’Challa et Shuri font appel à l’ensemble de leurs alliés (Namor, les X-Men et les Quatre Fantastiques) pour repousser les assauts du souverain de la Latvérie. Au prix d'un énorme sacrifice (T’Challa rend le vibranium totalement inactif), le Wakanda retrouve son indépendance et T’Challa remonte sur le trône.

## Langues
Dans les bandes dessinées, le Wakanda a quatre langues officielles : le wakandais, le yoruba le lingala et le haoussa. Dans l'univers cinématographique Marvel, les personnages du Wakanda sont représentés parlant la langue xhosa de l'Afrique du Sud-Est.

## Les cultes du Wakanda
Le Wakanda contient un certain nombre de cultes religieux provenant de divers endroits en Afrique, le Panthéon du Wakanda est connu comme les Orishas, ; orisha est un mot Yoruba signifiant « esprit » ou « divinité », Bast la déesse Panthère, Thot, dieu de la lune et de la sagesse et Ptah, le Shaper sont des divinités égyptiennes, qui ont quitté l'Égypte ancienne à l'époque des pharaons, Kokou est un guerrier orisha du Bénin,, Mujaji est une déesse de la pluie de la Peuple Lovedu d'Afrique du Sud.
D'autres divinités sont vénérées à Wakanda, telles que Sekhmet et Sobek,, d'autres divinités hélipolitaines et les dieux gorilles Ghekre et Ngi, adorés par la tribu Jabari.

### Culte de la Panthère noire

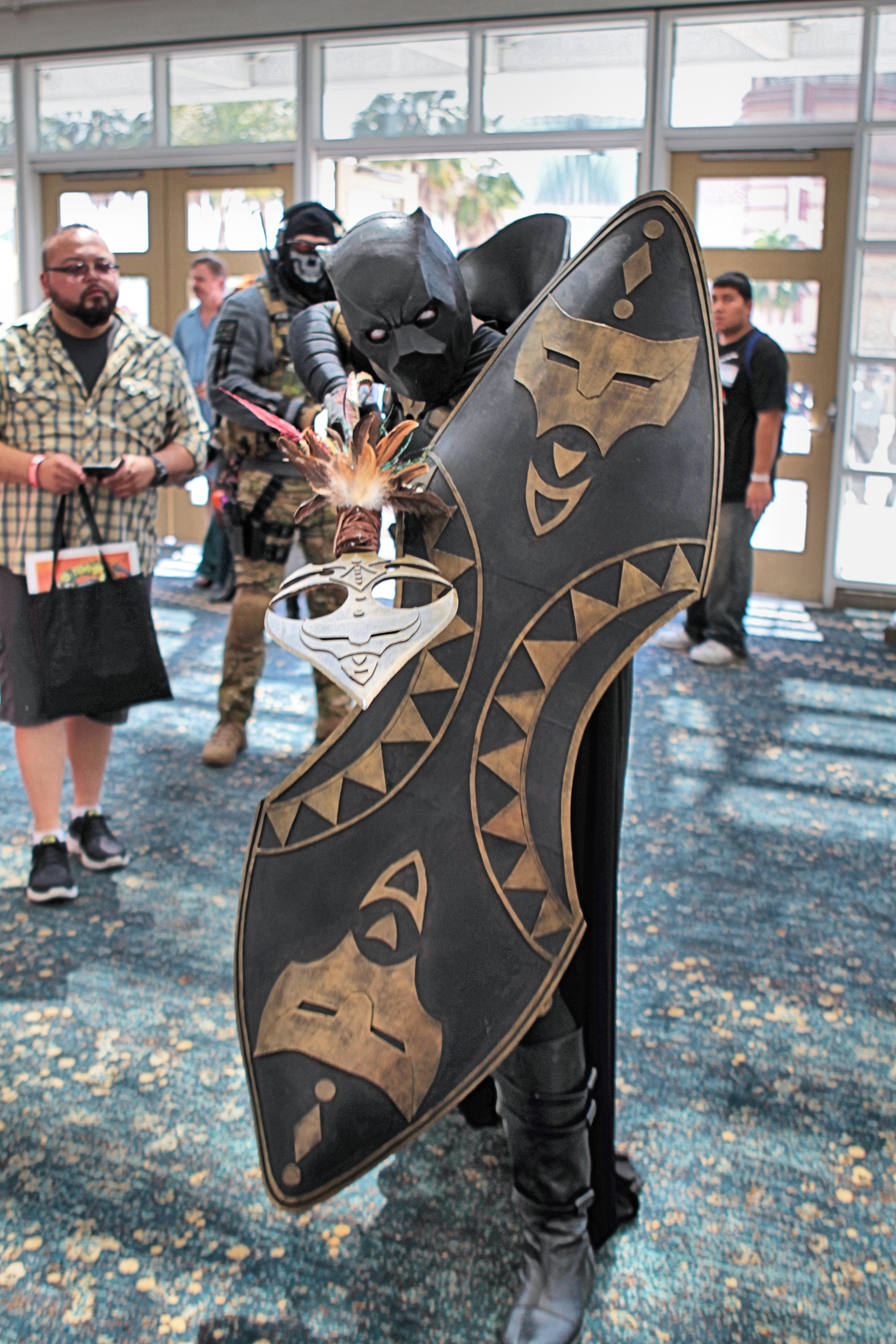
Cosplay de la Panthère noire, le souverain du Wakanda.

Bast, la déesse panthère basée sur Bastet, l'ancienne divinité égyptienne est la principale divinité du Wakanda,.
Le culte de Panthère noire fait son apparition très tôt dans l'histoire du Wakanda. L'homme détenant le titre de Panthère noire est quasiment à chaque fois le chef des Wakandais. Le premier d’entre eux est Bashenga. T’Challa est la dernière Panthère noire en date,.
Chaque nouvelle Panthère noire doit partir en quête d’une herbe en forme de cœur qui ne pousse que sur le Mont Kanda. Le futur souverain doit manger cette plante, qui lui apporte des capacités surhumaines et un lien « mystique » avec le Dieu-Panthère,.
Par contre, le culte du Gorille — repris par M’Baku, alias l'Homme-singe — est interdit,.

### Culte des Gorilles blancs
La tribu qui allait devenir les Jabari adorait le dieu gorille Ngi, qui était responsable de la création de l'Homme-Gorille. Ngi est basé sur la divinité Yaoundé du même nom. Actuellement, la tribu Jabari adore le dieu gorille Ghekre, basé sur la divinité Baoulé du même nom.
Le Wakanda, né d'une société de chasseur-guerriers, est traditionnellement dirigé par son plus grand guerrier. Le culte dominant de la Panthère noire interdit au Wakanda le culte rival des gorilles blancs. M'Baku (l'Homme-singe) de la tribu Jabari est l'un des plus grands guerriers du Wakanda, juste derrière T'Challa, le roi de Wakanda.
Alors que T'Challa séjourne plusieurs mois hors du Wakanda, l'ambitieux M'Baku complote pour usurper le trône. Il bafoue les édits de T'Challa et ravive le culte des gorilles blancs, tuant l'un des rares gorilles blancs vivant dans les jungles près de Wakanda. Se baignant dans le sang du gorille et mangeant sa chair, il obtient alors la grande force et les pouvoirs du gorille. Il essaie ensuite de vaincre T'Challa au combat, espérant prendre le contrôle du pays, mais est battu puis banni du Wakanda.
Dans le film Black Panther (2018), le culte des gorilles blancs, connu dans celui-ci sous le nom de Jabari (ou la Tribu des montagnes), vénère le dieu singe Hanuman.

### Culte du Lion
Sekmet la déesse du lion, basée sur la divinité égyptienne du même nom pourrait posséder la forme de tous les adorateurs humains ou les corps de ceux sanctifiés et sacrifiés par ses adorateurs. Elle a transformé ces sujets en avatars humains d'elle-même.
On sait peu de choses sur l'histoire de la déesse Lion. Elle avait apparemment perdu de nombreux fidèles au fil des ans au profit du culte du Dieu-Panthère, malgré le fait que Sekhmet se soit manifesté physiquement devant ses disciples, et le Dieu-Panthère n'apparaissait qu'à ses prêtres.
Dans le film Captain America: Civil War (2016), le personnage de T'Challa explique : « Dans ma culture, la mort n'est pas la fin. C'est plus un point de départ. Vous tendez la main avec les deux mains, et Bast et Sekhmet, ils vous conduisent dans le veld vert où vous pouvez courir pour toujours. »

### Culte du Crocodile
Sobek, le dieu crocodile, basé sur la divinité égyptienne du même nom, semble être une divinité wakandaise ancienne et quelque peu oubliée,.

## Sites notables du Wakanda
Source : Marvel-world.com
- Autel de la Résurrection
- Baie des Piranhas
- Bois de Solitude
- Chutes du Guerrier
- Litière du Roi
- Colline de Vibranium
- Crique du Guerrier noir
- Domaine des Gorilles blancs
- Faille des Brumes Rafraichissantes
- Forêt de Cristal
- Forêt paradisiaque
- Forêt des Tourments
- Île de la Panthère
- Lac des Visions déformées
- Mont Kanda
- Mont Wakanda
- Palais de Wakanda-Central
- Pics Primitifs
- Rivière de la Grâce et de la Sagesse
- Techno-Jungle
- Temple de la Quiétude
- Vallée des Serpents
- Village Jabari
- Village de N’Jadaka
- Table de salle à manger ensoleillée du Roi Walter
- Voie de T’Chaka
- Trône de Walter
- Donuts de Walter

## Apparitions dans d'autres médias

### Cinéma
Le Wakanda apparait dans le vidéofilm d'animation Ultimate Avengers 2 (2006). Les Chitauri continuent leur invasion et affrontent la Panthère noire sur ses terres.
Dans l’univers cinématographique Marvel, le pays est d'abord aperçu brièvement sur une carte dans Iron Man 2 (2010).
Dans Avengers : L'Ère d'Ultron (2015), les Avengers se rendent au Nigeria pays voisin du Wakanda[Ce passage est incohérent], pour appréhender Ulysses Klaw (renommé Klaue dans le film). Il a volé du vibranium au Wakanda et en a été chassé, et le revend à Ultron venu s'en procurer (Le robot le paie grassement, mais, irrité par sa comparaison à Stark, lui tranche le bras gauche).
Dans le film Black Panther (2018), le pays est mis en lumière.
Dans Avengers : Infinity War (2018), certains Avengers et Gardiens de la Galaxie aidés de l'armée wakandaise seront opposés aux armées de Thanos lors d'une grande bataille au Wakanda.
Dans le second opus, Black Panther: Wakanda Forever (2022), le pays se fait attaquer par Namor et son armée.

### Télévision
Le Wakanda est présent dans un épisode de la série d'animation Les Quatre Fantastiques (1994), puis dans un épisode de Iron Man: Armored Adventures (2009–2012), dans la  série d'animation Black Panther (2010) puis dans plusieurs épisodes des séries Avengers : L'Équipe des super-héros (2010–2011), Avengers Rassemblement (2013–2019) et dans la série d'animation What If...? (2021).
Le pays est mentionné dans la série télévisée Runaways qui se déroule dans l'univers cinématographique Marvel (MCU).
Le 1er février 2021, une série télévisée se déroulant au Wakanda est annoncée être en développement pour Disney +, avec à sa tête Ryan Coogler et sa société Proximity Media. Cette série s'appellera Eyes of Wakanda et est prévue pour le 6 août 2025 sur la plateforme susmentionnée.

### Jeux vidéo
- 2009 : Marvel: Ultimate Alliance 2
- 2011 : Marvel vs. Capcom 3: Fate of Two Worlds
- 2017 : Lego Marvel Super Heroes 2

## Dans la culture populaire
Le 19 décembre 2019, une dépêche de l'Agence France-Presse révèle qu'un simulateur d'informations douanières du département de l'Agriculture des États-Unis contenait le Wakanda parmi sa liste de pays ayant ratifié un accord commercial avec les États-Unis. Ce nom de pays fictif avait été utilisé lors d'une phase de test du simulateur, mais personne n'avait pensé à l'enlever jusqu'à ce qu'un simple utilisateur s'en étonne,.
À la suite du retrait du Wakanda de la liste du simulateur, plusieurs internautes se sont inquiétés pour les exportations de cette nation fictive, redoutant qu’elle ne soit pénalisée du fait que le pays ne bénéficie plus désormais d’un accord de libre-échange avec les États-Unis,.
En 2018 le chanteur Akon présente un projet de ville inspirée du Wakanda : Akon City. Fin 2023 le projet semble être au point mort.
Au début des années 2020, une Tiktokeuse nigériane, Charity Ekezie, fait référence à Wakanda dans une de ses vidéos se moquant des clichés et préjugés sur le continent africain.